# Distretto di Mueang Yasothon
Il distretto di Mueang Yasothon (in thailandese: เมืองยโสธร) è un distretto (amphoe) della Thailandia, situato nella provincia di Yasothon.